# 본 스쿠 웰니스 아레나
본 스쿠 웰니스 아레나(영어: Bon Secours Wellness Arena)는 미국 사우스캐롤라이나주 그린빌에 위치한 실내 경기장이다. 과거 D-리그 그린빌 그루브와 ECHL 그린빌 그롤의 홈경기장으로 사용했으면, 현재 ECHL 그린빌 스웜프 래비츠의 홈경기장으로 사용되고 있다.